# Passante ferroviario di Catania
Il passante ferroviario di Catania (definito nei documenti come Nodo di Catania) è una infrastruttura ferroviaria in corso di ammodernamento (raddoppio, nuove stazioni) e modifica (nuovo tracciato in sotterraneo) della tratta di attraversamento urbano della ferrovia Messina - Siracusa (che comprende la stazione centrale della città di Catania).
A lavori ultimati permetterà la realizzazione di un servizio ferroviario metropolitano tra Giarre Riposto - Carruba - Guardia Mangano Santa Venerina - Acireale - Acicastello (in progetto) - Cannizzaro - Catania Ognina - Catania Picanello - Catania Europa - Catania Centrale - Catania Duomo Porto (in progetto) - Catania San Cristoforo (in progetto) - Catania Acquicella - Catania Aeroporto Fontanarossa - Catania Bicocca, integrandosi con la metropolitana di Catania. 
Il 24 luglio 2017 venne inaugurato il tratto Catania Ognina-Catania Centrale di 2,6 km a doppio binario, di cui 1,4 km in galleria, con le nuove fermate di Catania Europa e Catania Ognina (in superficie) e Catania Picanello (inaugurata il 21 dicembre 2018, interamente in sotterranea).
Il 13 marzo 2021 è stata aperta al traffico commerciale anche la nuova fermata di Catania Fontanarossa Aeroporto, a servizio dell’omonimo scalo aeroportuale.

## Le origini progettuali

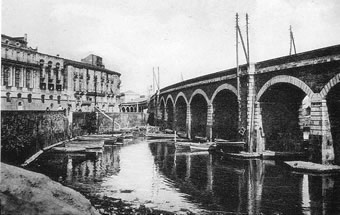
Gli Archi della marina, in una foto dei primi anni del XX secolo.

### Prodromi
Il progetto del passante ferroviario di Catania deriva dall'intervento di raddoppio del binario della ferrovia costiera jonica tra Messina e Catania e tra Catania e Bicocca il cui progetto, nato già all'inizio degli anni sessanta, è stato realizzato a tratte distanziato nel tempo e tutt'oggi non si è ancora concluso. All'inizio degli anni sessanta venne raddoppiato il lungo viadotto degli Archi della Marina, ampliata la stazione centrale di Catania ed elettrificata la tratta Messina-Catania. Successivamente vennero raddoppiate le tratte afferenti alla grande stazione terminale di Messina (Messina-Giampilieri) e tra Catania e Bicocca con l'esclusione della Galleria dell'Acquicella, della lunghezza di oltre un chilometro e della Galleria dell’Ognina, il cui imbocco sud, a canna separata, venne realizzato solo per circa cento metri nel tratto sotto Piazza Europa. L'imbocco sud è stato riutilizzato soltanto in seguito ai lavori del passante per la realizzazione del binario lato mare. Intorno agli anni settanta furono avviati i lavori di raddoppio del binario tra Fiumefreddo di Sicilia e Catania Ognina, nella quale i due binari continuarono a confluire in uno soltanto.

### Progetto
A metà degli anni ottanta il raddoppio divenne operativo ma, permanendo il collo di bottiglia del binario semplice tra Catania Ognina e Catania Acquicella, alla fine del secolo scorso venne studiato un nuovo progetto stralciandolo da quello del raddoppio dell'intera ferrovia jonica (già deliberato dal CIPE il 21 dicembre 2001, e pubblicato sulla G.U. n. 51/2002 in attuazione della legge n. 443/2001). Questo era stato inserito nel 1° Programma delle opere strategiche che includeva nel Corridoio plurimodale tirrenico - nord Europa, tra i sistemi ferroviari, proprio l'asse ferroviario Salerno-Reggio Calabria-Palermo-Catania allo scopo di far fronte alle mutate esigenze di trasporto dell'area metropolitana catanese. Vennero individuate le direttrici di traffico e la loro consistenza determinando così il progetto in fase di attuazione che prevede l'istituzione di un sistema di trasporto definito comprensoriale tra Letojanni/Taormina e Lentini, di un servizio suburbano tra Acireale e Lentini e di tipo metropolitano tra Cannizzaro e Catania Bicocca quest'ultimo integrato nell'ambito dell'attuazione del progetto denominato Nodo Catania con le parti costruende e costruite della metropolitana di Catania.

### Costruzione
Il progetto affidato per l'esecuzione a RFI ed elaborato da Italferr S.p.A. dopo le molteplici approvazioni entrò in fase attuativa con l'inizio dei lavori in sordina e con estrema lentezza. La consegna della tratta Catania Ognina-Catania Centrale, completa delle stazioni e a doppio binario, era prevista inizialmente per fine 2009;  successivamente fu rinviata alla fine del 2012 ma ulteriori rallentamenti ne impedirono l'ultimazione. Alla fine del 2009 erano stati ultimati i lavori di scavo, realizzato sotto un'area densamente popolata, per 830 metri in sotterraneo e per ulteriori 420 metri a cielo aperto comprendenti la seconda Galleria Ognina e gli scavi preliminari delle nuove fermate di Picanello e Ognina. Il tratto Bivio Zurria-stazione di Catania Acquicella, compresa una nuova fermata Duomo avrebbe dovuto essere consegnato entro la fine del 2011 mentre l'intera opera comprendente l'interramento della stazione di Catania centrale avrebbe dovuto essere ultimata e in esercizio nel 2016; tale secondo tratto, anche a causa delle opposizioni al riguardo del tracciato previsto, è fermo.
Il 24 giugno 2017 è stato inaugurato il doppio binario sul tratto Ognina-Catania Centrale e le nuove stazioni di Europa, Ognina e Picanello. Il servizio ferroviario in atto è costituito dai servizi regionali di Trenitalia tra Giarre-Riposto e Catania Centrale.
L'intera linea ferroviaria è gestita da RFI SpA, società del gruppo Ferrovie dello Stato.

## Descrizione del piano definito "Nodo Catania"
L'accordo nº 1/02 del 15 aprile 2002 prevedeva per il cosiddetto "Nodo di Catania":

### Tratto nord
- realizzazione stazioni-fermate metropolitane: Cannizzaro, Ognina, Picanello, Europa. Appaltato l'11 maggio 2005 e ultimato a metà del 2017[2].

#### Lavori eseguiti
Il raddoppio del tracciato esistente è stato realizzato mediante la costruzione di gallerie separate (a doppia canna). La velocità di progetto è 85 km/h. Il regime di circolazione è interamente automatico mediante distanziamento automatico dei treni (BAB) con interfacciamento al Sistema di Comando e Controllo della tratta ferroviaria jonica.
Il 19 dicembre 2010 fu attivato all'esercizio il tratto di binario tra Catania Ognina (nuova fermata) e Catania Centrale, che corre in una nuova galleria a canna singola, instradandovi tutti i treni della linea. Il vecchio percorso nella vecchia Galleria di Ognina fu interrotto all'esercizio per consentire l'esecuzione dei lavori di riadattamento e consolidamento. L'attivazione del doppio binario fra Catania Ognina e Catania Centrale insieme alle nuove stazioni di Europa ed Ognina è avvenuta il 18 giugno 2017 mentre la stazione di Picanello è stata inaugurata il 20 dicembre e aperta il 21 dicembre 2018.

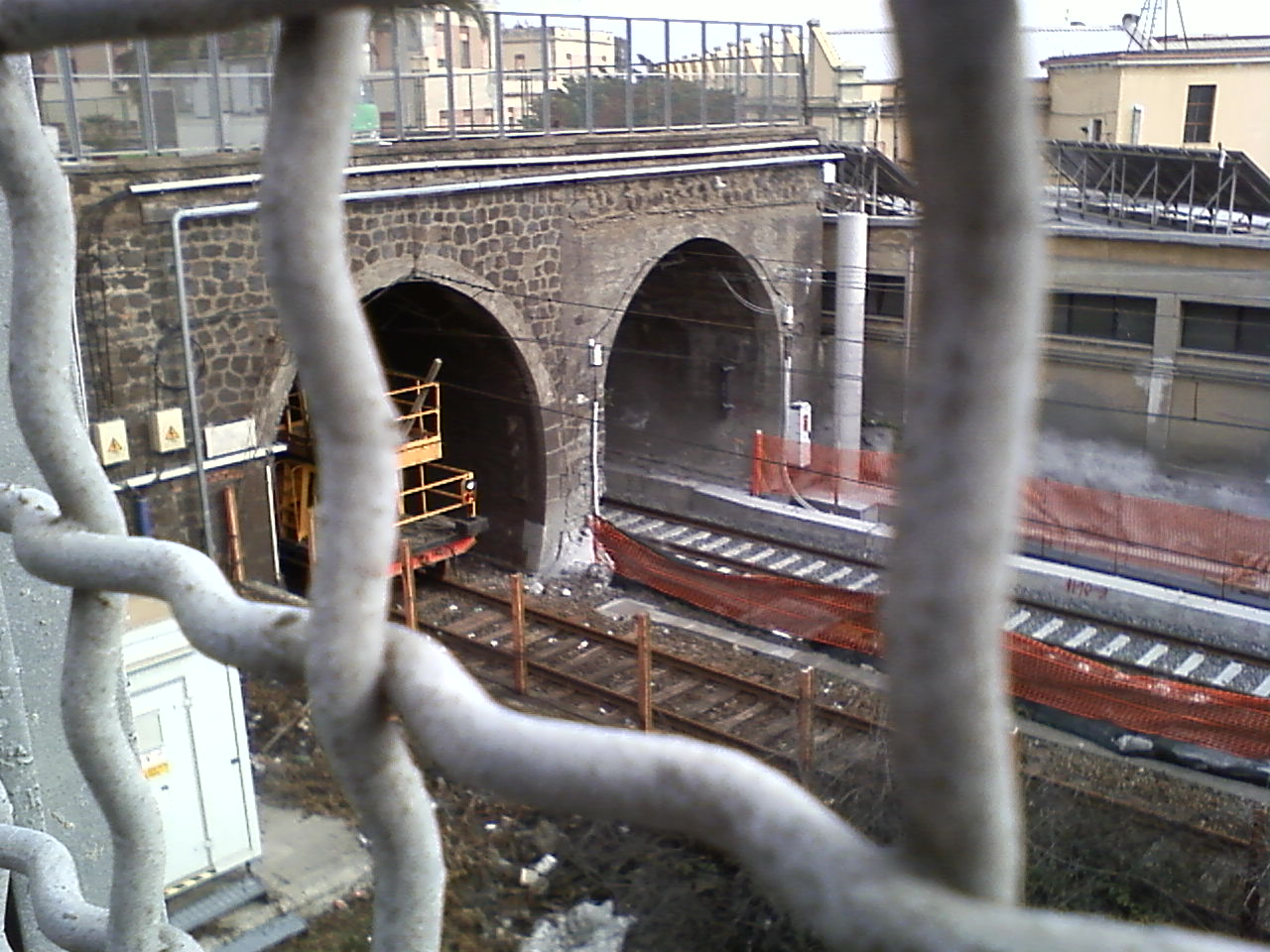
Imbocco sud della Galleria Ognina a doppia canna; traffico deviato sul nuovo tracciato per consentire lavori sul vecchio
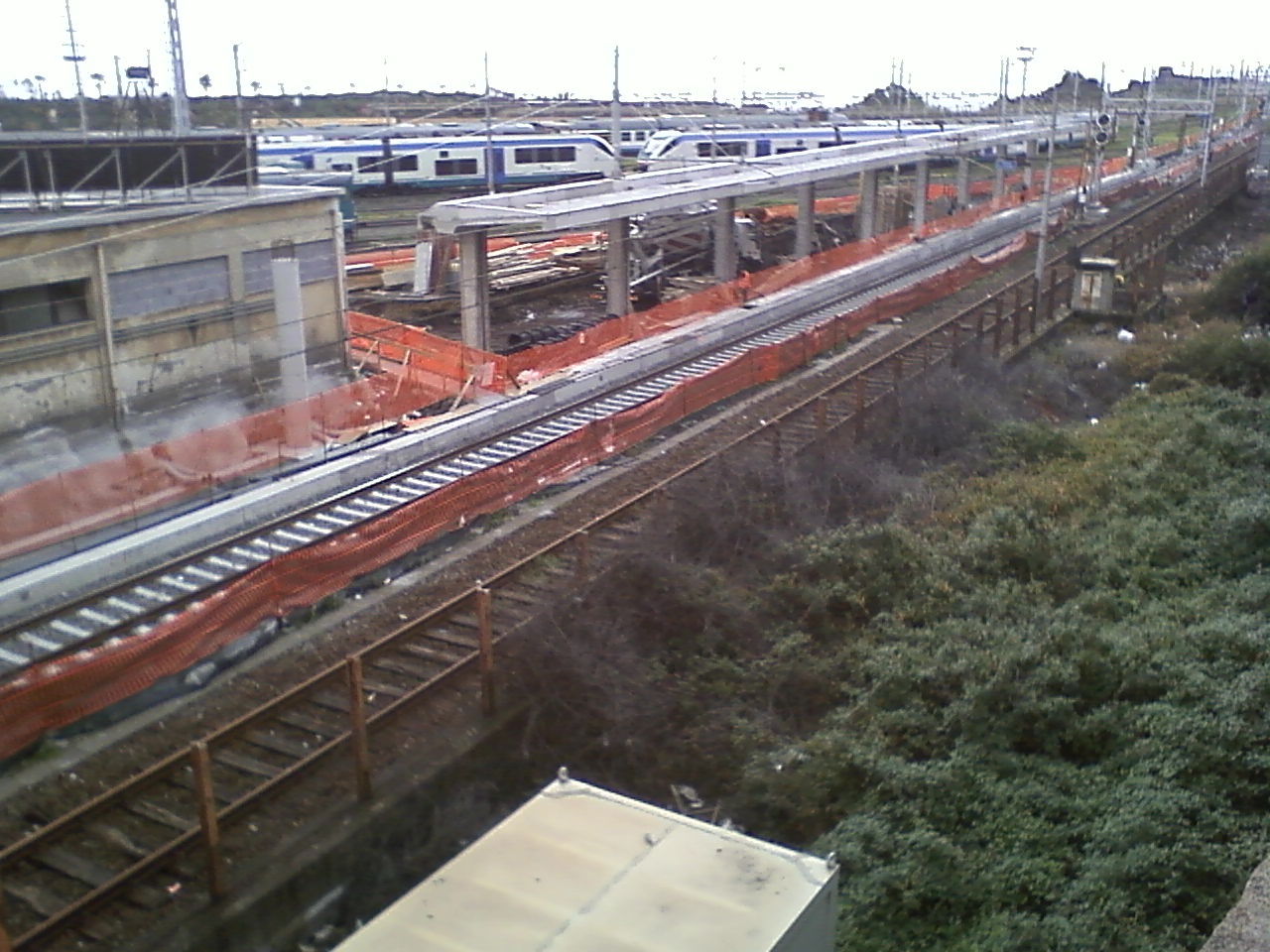
Costruzione marciapiedi e pensiline della nuova fermata metro Europa
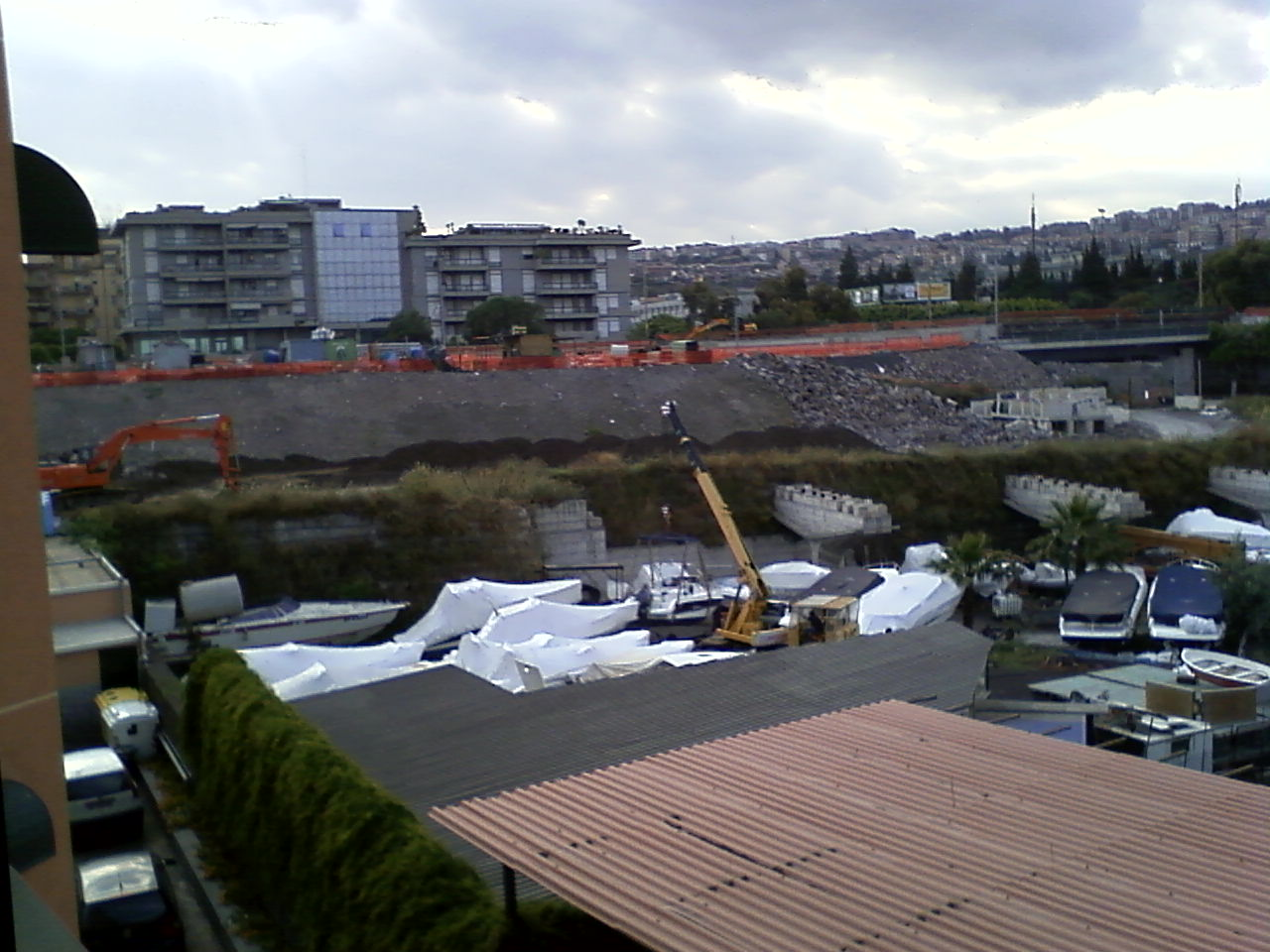
Il cantiere di costruzione della nuova fermata metropolitana Ognina nel 2011

### Tratto sud
- ristrutturazione delle stazioni come fermate metropolitane: Acquicella e Bicocca;
- raddoppio della linea nella tratta tra Bivio Zurria e Acquicella con realizzazione di una nuova fermata sotterranea Duomo/Castello Ursino;
- Collegamento ferroviario con l'aeroporto Vincenzo Bellini di Catania Fontanarossa[13] (finanziato dal MEF con 15 milioni di Euro) attraverso interventi da realizzare per fasi in coerenza con i futuri sviluppi dell'aerostazione. Nella prima fase, conclusa, è stata realizzata una nuova fermata sulla linea Catania-Palermo a servizio dell'attuale molo aeroportuale da potenziare, in seconda fase, per l'interscambio con la metropolitana di Catania (gestita dalla Ferrovia Circumetnea). L’intervento si localizza al km 235+522 della linea Messina-Siracusa, tra gli impianti di Catania Acquicella e Catania Bicocca (all’interno quindi del Nodo di Catania)  in prossimità della recinzione che delimita la sede della Guardia Costiera, su una tratta già a doppio binario. Il posizionamento consente che la fermata venga servita sia tramite i treni sulla tratta Catania-Caltanissetta sia tramite i treni sulla tratta Catania-Siracusa. Sono previste due fasi funzionali:
  1. Catania Fontanarossa con servizio passante. Questo intervento, sotto la responsabilità di RFI, è stato concluso. L'entrata in funzione della fermata è avvenuta il 13 marzo 2021. La SAC (società di gestione dell’aeroporto di Catania) ha realizzato le opere di collegamento al sistema viario e il servizio navetta (insieme con AMTS) da/per l’aeroporto. Nell'arco di ulteriori 12-18 mesi, si arriverà alla costruzione di una galleria sopraelevata per mettere in connessione la fermata dei treni e il Molo A dello scalo etneo[14][15].
  2. Trasformazione della fermata in stazione con possibilità di attestamento dei servizi.
- Interramento della tratta Acquicella – Bicocca in corrispondenza dell’aeroporto di Catania Fontanarossa per l'eliminazione delle interferenze con lo scalo etneo in modo da consentire il prolungamento della pista[16]. Tale intervento, che estende quindi l’iniziale perimetro di intervento del “nodo di Catania”, é indipendente sotto il profilo realizzativo, ma richiede un opportuno attestamento dei treni che tenga conto della diversa collocazione della stazione di Bicocca, la quale verrà spostata verso Sud di circa un Km rispetto alla posizione attuale. La fermata di Fontanarossa diventa pertanto necessaria, nel disegno di RFI, come “nodo cerniera” per consentire lo smantellamento della stazione di Bicocca, in esito all’interramento della linea, con la conseguente ridefinizione delle funzioni oggi affidate a Catania Centrale[17]. La fase di realizzazione è già interamente finanziata con 235 milioni di Euro del FSC. I lavori dovrebbero durare 5 anni. L’intervento dell’interramento della linea produrrà benefici diretti ed indiretti:   
  - Benefici diretti: adeguamento a STI per la sagoma nel tratto antistante la pista dell’aeroporto e nella stazione di Bicocca che attualmente presenta limitazioni per le interferenze con il cono di volo aeroportuale.
  - Benefici indiretti: consentire l'allungamento della pista dell'aeroporto di Catania.

Gli interventi programmati a sud della Stazione Centrale subirono importanti modifiche in seguito all'opposizione del Comune di Catania, che per il passante propose un nuovo percorso sotto il porto, a sud degli Archi della Marina (privati della funzione di viadotto ferroviario) affiorante all'altezza di Catania Acquicella. In questo intervallo si dovrebbero realizzare due nuove stazioni (Catania Porto e Catania San Cristoforo) al posto della stazione prevista Duomo/Castello Ursino al termine occidentale degli Archi della Marina. Il tutto è in attesa di approvazione da parte del Ministero delle Infrastrutture e dei Trasporti per procedere alla progettazione esecutiva.
La realizzazione della nuova fermata passeggeri "Catania Aeroporto - Fontanarossa" a servizio dell'aeroporto in corrispondenza del soppresso passaggio a livello di S. M. Goretti è considerata provvisoria in attesa della realizzazione della stazione definitiva del nodo di Fontanarossa per l'interscambio tra i diversi vettori, in corrispondenza del parcheggio scambiatore di Fontanarossa e di una fermata della metropolitana.

#### Stazione centrale di Catania
La stazione di Catania Centrale sarà ricostruita interrata (ad esclusione del fabbricato storico) e passante in base alla Delibera del CIPE del 24 settembre 2004, n.45.

## Percorso
Di seguito il percorso di progetto del passante ferroviario di Catania in relazione alla Metropolitana di Catania:
|  | Continuation backward |

|  | Unknown route-map component "eABZg+l" | Unknown route-map component "exCONTfq" |

|  | Unknown route-map component "SBHF" |

|  | Enter and exit tunnel |

|  | Unknown route-map component "eHST" |

|  | Unknown route-map component "SKRZ-Ao" |

|  | Unknown route-map component "SHST" |

|  | Unknown route-map component "tSTRa" |

|  | Unknown route-map component "tSHST" |

|  | Unknown route-map component "tSTRe" |

| Unknown route-map component "utSTR+r" | Unknown route-map component "SHST" |  |

| Urban tunnel station on track | Straight track |  |

| Urban tunnel straight track | Straight track |  |

| Urban tunnel station on track | Unknown route-map component "S+BHF" |  |

| Urban tunnel straight track | Unknown route-map component "ABZgl" | Unknown route-map component "tSTR+r" |

| Urban tunnel straight track | Unknown route-map component "hSTRae" | Unknown route-map component "tSTR" |

| Urban tunnel station on track | Unknown route-map component "hSTRae" | Unknown route-map component "tSTR" |

| Urban tunnel straight track | Unknown route-map component "hSTRae" | Unknown route-map component "tSTR" |

| Urban tunnel straight track | Unknown route-map component "tSTRa" | Unknown route-map component "tSTR" |

| Urban tunnel straight track | Unknown route-map component "tSTR" | Unknown route-map component "tSHST" |

| Urban tunnel straight track | Unknown route-map component "tSHST" | Unknown route-map component "tSTR" |

| Urban tunnel straight track | Unknown route-map component "tSTRe" | Unknown route-map component "tSHST" |

| Urban tunnel straight track | Unknown route-map component "SBHF" | Unknown route-map component "tSHST" |

| Urban tunnel straight track | Unknown route-map component "ABZg+l" | Unknown route-map component "tSTRr" |

| Urban tunnel straight track | Straight track |  |

| Urban tunnel station on track | Unknown route-map component "S+BHF" |  |

| Unknown route-map component "utSTRl" | Unknown route-map component "mKRZt" | Unknown route-map component "utSTRq" |

|  | Unknown route-map component "tSTR" |

| Unknown route-map component "CONTgq" | Junction both to and from right |  |

|  | Unknown route-map component "SKRZ-Au" |

|  | Straight track | Unknown route-map component "ENDEa" |

|  | Unknown route-map component "ABZg+l" | One way rightward |

|  | Unknown route-map component "S+BHF" |

|  | Continuation forward |